# Resolució 180 del Consell de Seguretat de les Nacions Unides
La Resolució 180 del Consell de Seguretat de les Nacions Unides, aprovada el 31 de juliol de 1963 va afirmar que la reclamació de Portugal sobre els seus territoris d'ultramar com a part del Portugal metropolità era contrària als principis de la Carta. El Consell considerà que les accions i l'actitud de Portugal pertorbaven greument la pau i la seguretat a Àfrica.
El Consell va instar Portugal a reconèixer immediatament el dret dels pobles del seu imperi a l'autodeterminació i independència, el cessament de tots els actes de repressió i la retirada de totes les forces militars i paramilitars, amnistia política incondicional i l'establiment de condicions que permetessin el lliure funcionament dels partits polítics, negociacions per transferir el poder als representants lliurement elegits dels pobles i la concessió de la independència a tots els territoris sota la seva administració. El Consell va demanar a tots els governs que s'abstinguessin d'ajudar Portugal en la seva repressió de qualsevol manera, inclosa la venda d'equipament militar.
La resolució, proposada per 32 estats africans, va ser aprovada amb vuit vots a favor, cap en contra i l'abstenció de França, el Regne Unit i Estats Units.